# Alterlaa

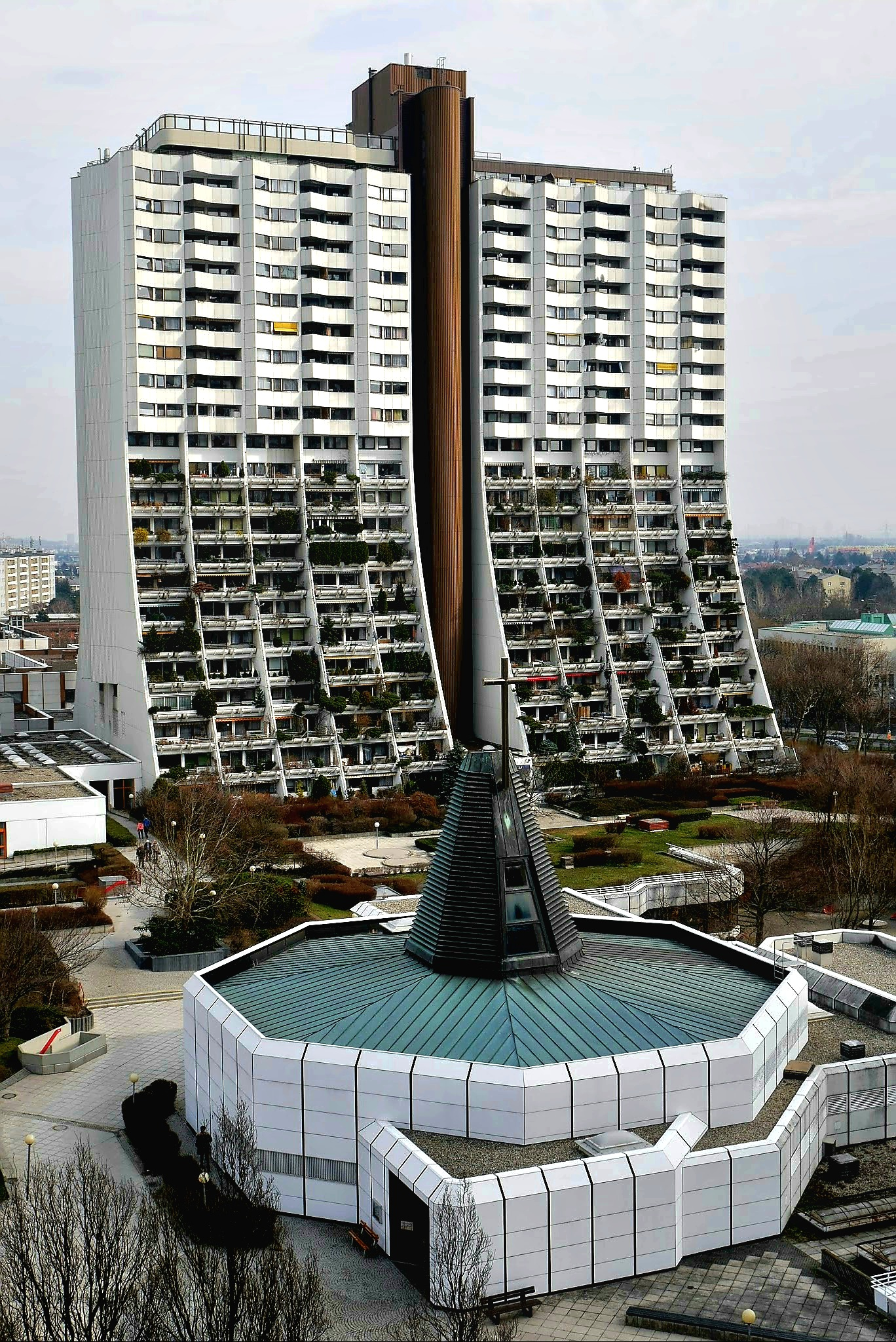
Uno de los edificios de viviendas, con la iglesia en primer plano.

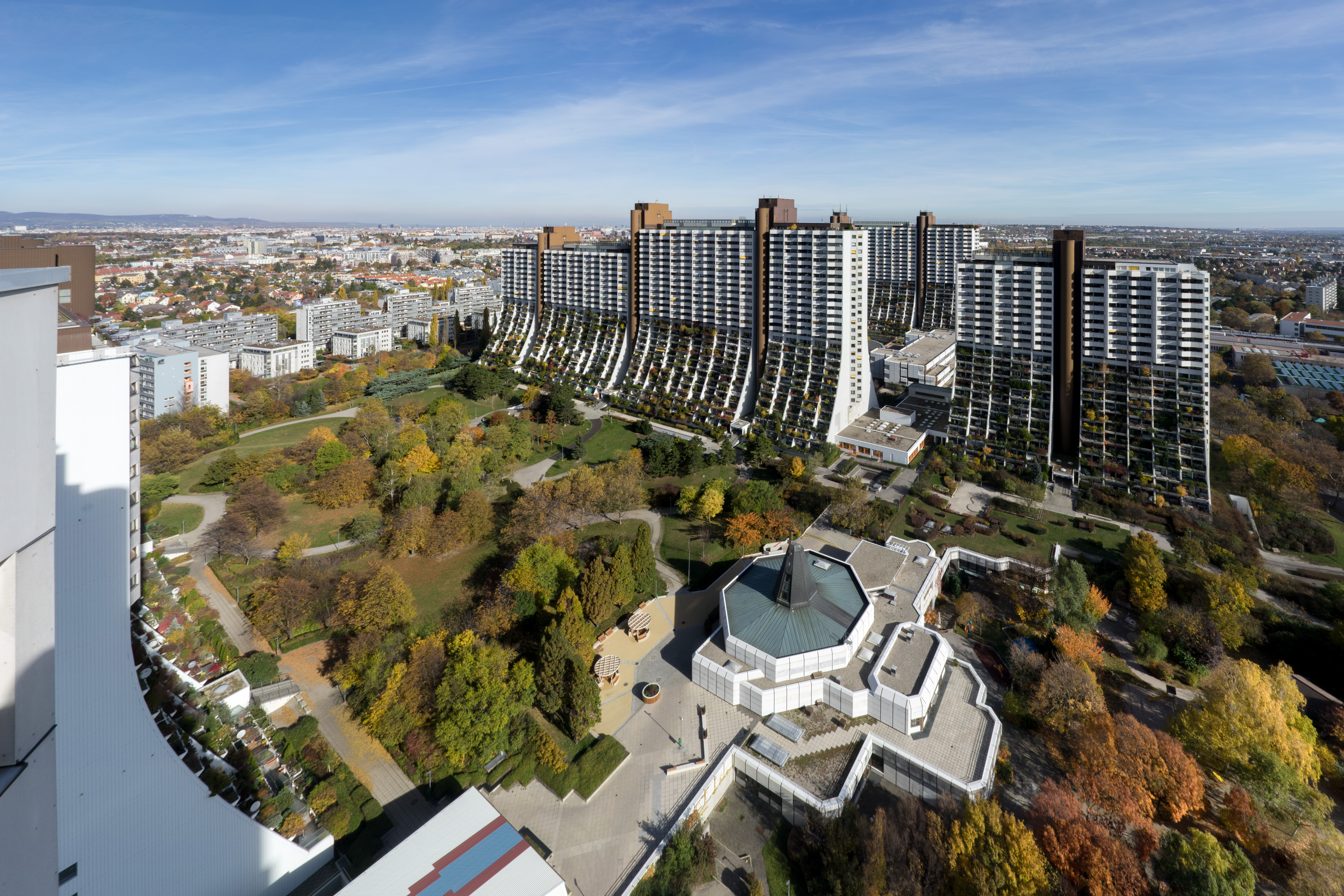
Una vista del bloque C al bloque B, con el bloque A al fondo.

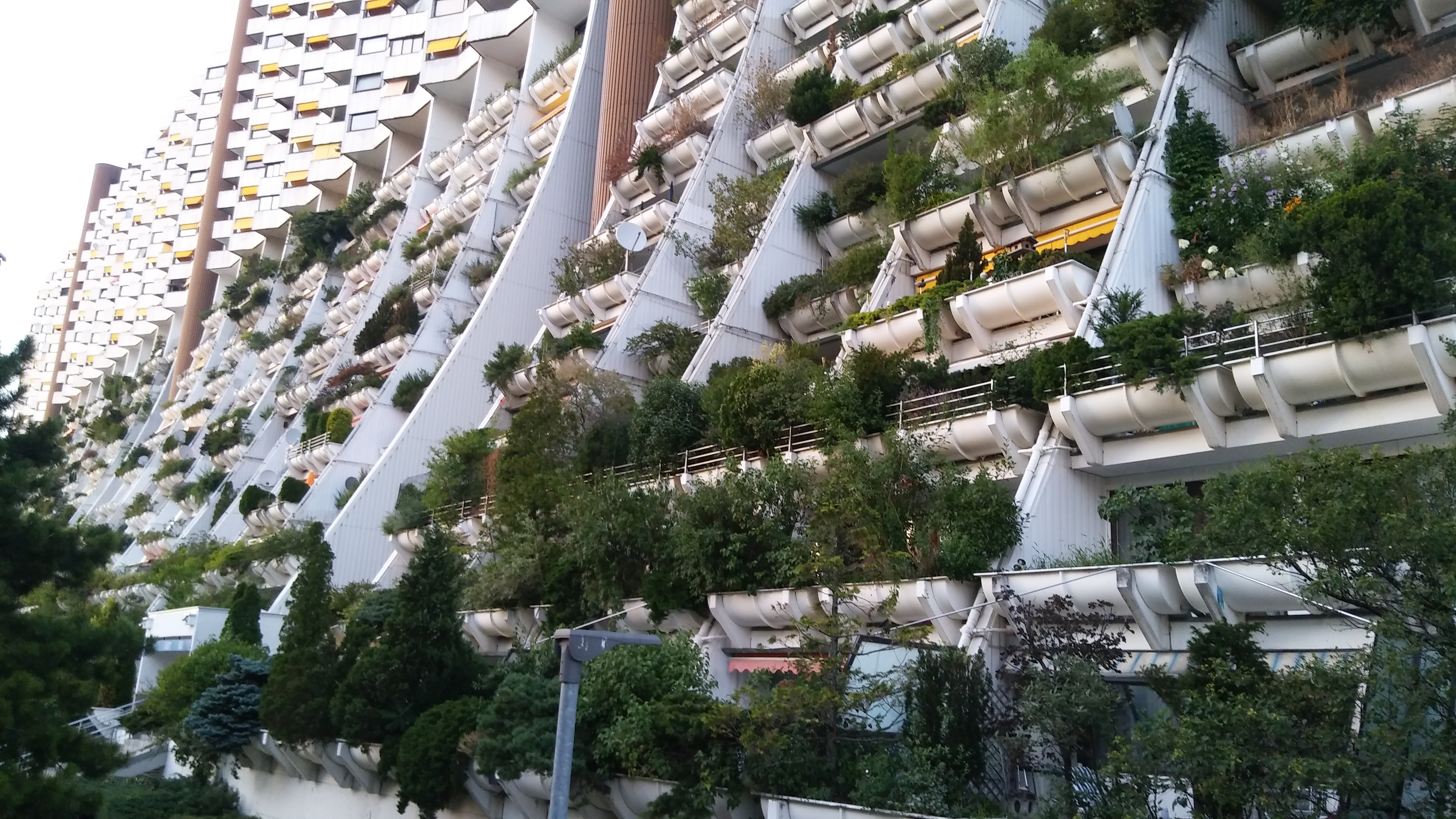
Vegetación en los balcones.

Alterlaa (pronunciación en alemán: /altˈɛʁlaː/) es un desarrollo residencial en Viena, Austria, diseñado por Harry Glück. Construido entre 1975 y 1986, presenta retrocesos característicos en sus plantas inferiores y amplias terrazas con abrevaderos para uso de los residentes. Alberga alrededor de 9000 personas en 3200 apartamentos.

## Diseño
El complejo de Alterlaa fue diseñado por el arquitecto austriaco Harry Glück como vivienda para residentes de bajos ingresos. Ubicado al suroeste del centro de Viena, el sitio ocupa  y es uno de los complejos residenciales más grandes de Austria. La planificación del complejo comenzó en 1972, como parte de un plan piloto para expandir Viena con ciudades satélite. Glück se inspiró en la Ville Radieuse de la década de 1930 de Le Corbusier y en los diseños de la década de 1920 para terrassenhaus de Adolf Loos y Oskar Strnad. Glück había incorporado un perfil retranqueado similar y una terraza con jardín en su diseño de 1971 de un bloque para la asociación de viviendas Junge Generation.
El diseño de Glück para Alterlaa presenta bloques de estructuras de viviendas dispuestas en tres líneas de norte a sur. Los bloques tienen prominentes terrazas retranqueadas en los 12 pisos más bajos, con otros 10 a 15 pisos de lados verticales arriba. La construcción fue realizada por la agencia cooperativa municipal GESIBA desde 1975 hasta 1986. La intención de Glück era crear una «ciudad dentro de una ciudad». Los bloques han sido descritos como similares a los zigurats y recuerdan las obras realizadas por la Administración de Obras Públicas de los Estados Unidos en la era del New Deal. Los diseños han sido criticados por tener una influencia estadounidense, pero el complejo también ha sido citado como un ejemplo de cómo se debe construir la vivienda social. En 2008, se informó que Alterlaa tenía la calificación más alta de satisfacción de inquilinos en Viena.

## Características
El complejo ofrece 3200 apartamentos y, a 2022, vivían allí unas 9000 personas. El tamaño medio de los apartamentos es de 74,5 metros cuadrados (89,1 yd²) con el 65 por ciento de los apartamentos de tres o más habitaciones. Cada apartamento adosado tiene un gran balcón con 4 m² (4,8 yd²) de jardinera de hormigón en frente de ella. Los residentes plantan árboles y flores en la jardinera, de la que son responsables.
El sitio cuenta con siete piscinas al aire libre en la azotea, siete piscinas cubiertas, veinte saunas, dos centros de tenis cubiertos y cuatro canchas de bádminton. También hay una iglesia, estación de televisión local, centro comercial, oficina de periódicos, instalaciones médicas (con al menos 12 médicos), jardín de infantes, escuelas, bibliotecas, parques infantiles y un parque. Los vestíbulos de entrada de cada edificio albergan grandes obras de arte. Hay 3400 plazas de aparcamiento para residentes y el complejo está cerca de la estación Alterlaa en el metro de Viena.